# Antoni Świadek
Blahoslavený Antoni Świadek (27. března 1909 Pobiedziska – 25. ledna 1945 Koncentrační tábor Dachau) byl polský katolický kněz.

## Život
Narodil se 27. března 1909 v Pobiedziske. Byl synem Władysława, koláře, a Władysławy. Navštěvoval gymnázium v Kępně, kde roku 1928 složil maturitní zkoušku. Po absolvování gymnázia se přihlásil do kněžského semináře v Poznani. Dne 10. června 1933 byl vysvěcen na kněze. V červenci 1933 se stal vikářem farního kostela v Bydhošti, kde zůstal až do svého zatčení v roce 1942.
Roku 1937 mu byl také přidělen kostel Svatého Stanislava biskupa na předměstí Siernieczeku. Rád pracoval s dětmi a mládeží. Po invazi Německa do Polska v září 1939 se přihlásil jako kaplan do jednoho z polských oddílů, v němž zůstal až do porážky. Pak nějaký čas pracoval pro polské válečné zajatce, dokud se nevrátil do Bydhoště.
Dále se snažil pokračovat ve své pastorační činnosti. Navzdory nacistickému příkazu slavení všech liturgických obřadů v německém jazyce používal polský jazyk. V polštině také zpovídal a tajně připravoval děti k prvnímu svatému přijímání.
Činnosti otce Antoniho si všimli Němci. V létě 1942 byl zatčen gestapem v Bydhošti. V říjnu stejného roku byl převezen do koncentračního tábora Dachau, kde byl zaregistrován s číslem 37193. Jako s knězem s ním bylo špatně zacházeno. Pracoval v komandech Bekleidungslager, později na tzv. plantážích. Na začátku ledna 1945 onemocněl tyfem. Tato nemoc byla příčinou jeho smrti. Zemřel 25. ledna 1945. Jeho tělo byla vhozeno do tzv. Totenkammeru, a poté byl pohřben do masového hrobu poblíž obce Deutenhofen.

## Beatifikace
Blahořečen byl dne 13. června 1999 papežem sv. Janem Pavlem II. ve skupině 108 polských mučedníků z doby nacismu.